# ジュスティニアーニの肖像
『ジュスティニアーニの肖像』（ジュスティニアーニのしょうぞう、伊: Ritratto Giustiniani、英: Giustiani Portrait）、または『若い男性の肖像』（わかいだんせいのしょうぞう、独: Bildnis eines jungen Mannes、英: Portrait of a Young Man）はキャンバス上に油彩で制作された絵画で、一般的にイタリア盛期ルネサンスのヴェネツィア派の巨匠ジョルジョーネに帰属されている。制作年については諸説があるが、1500-1506年ごろとする研究者が多い。1884年までパドヴァのジュスティニアーニ・コレクションにあり、そのため『ジュスティニアーニの肖像』として知られていた。1884年から1891年まで、作品をジョルジョーネに帰属した美術史家のジャン・ポール・リシュテール (Jean Paul Richter) に所蔵されていたが、1891年にヴィルヘルム・フォン・ボーデに売却された。現在、ベルリン絵画館に所蔵されている。

## 作品
暗い背景の中から、青年の姿が浮かび上がっている。手を手すりにかけ、鑑賞者の方を見つける青年の顔立ちは古典的に理想化されている。同時に、微妙な憂いを含んだ内面性をも示している。アントネロ・ダ・メッシーナとジョヴァンニ・ベッリーニよって基礎が作られたヴェネツィア派の肖像画は、この作品において均衡の取れた盛期ルネサンス的な完成にいたっている。
この作品は、19世紀以降ほとんど議論の余地なくジョルジョーネに帰属されてきた。しかし、この作品を最初期のティツィアーノの手になるとするデーヴィッド・ローザンドの意見もある。
マニエリスム期の画家で『画家・彫刻家・建築家列伝』の著者ジョルジョ・ヴァザーリによれば、「彼 (ティツィアーノ) が初めてジョルジョーネの手法に倣って描き始めた時、18歳を越えていなかった。彼は、バルバリーゴ家の紳士である一友人の肖像を描いた。その絵は驚くほど美しく、その肌は本物のように自然に見え、髪は非常に細かに一本一本数えられるほどであり、銀色に光るサテンの上着の細部も同様で本物のようであった。要するに、その絵はじつに見事に仕上げられており、もしティツィアーノが褐色で自分の名前を署名していなければ、ジョルジョーネの作品ととられかねない懸念があった」。
この作品には署名も、過去の文献の記述もない。そのため、本作がヴァザーリのいうバルバリーゴ家の肖像画と同じものだということを証明することは不可能である。バルバリーゴ家の肖像画は、ロンドン・ナショナル・ギャラリー蔵の『キルトの袖をつけた男の肖像』と関連づけられてきたからである。ベルリン絵画館はローザンドの意見を否定している。
画中の欄干には「VV」と記されている。ヴァザーリはそれをまじないの印として想起したらしいが、16世紀初頭の多くの肖像画中に見出されるものである。この「VV」は様々に解釈されてきたが、古代ローマの葬式用肖像画の伝統に由来するもので、「Vivo Vivus」（生命あるもの、生命に役立つ）を表していると考えられる。その意味するところは、肖像画の生命力と、この肖像画によって死を免れないモデルに永続する生命の保証が与えられるという主張である。